# تابع بتا دیریکله

The Dirichlet beta function

در ریاضیات، تابع بتا دیریکله (این تابع با عنوان تابع بتا کاتالان نیز شناخته می‌شود) یک تابع خاص مشابه تابع زتا ریمان است.

## تعریف
تابع بتا دیریکله به این صورت تعریف می‌شود:
{\displaystyle \beta (s)=\sum _{n=0}^{\infty }{\frac {(-1)^{n}}{(2n+1)^{s}}},}
این تابع با فرمول پایین معادل است:
{\displaystyle \beta (s)={\frac {1}{\Gamma (s)}}\int _{0}^{\infty }{\frac {x^{s-1}e^{-x}}{1+e^{-2x}}}\,dx}
در هر دو مورد، فرض بر این است که {\displaystyle Re(s)>0}.
مضاف بر این با تعریف پایین می‌توان تابع را توسط تابع هورویتز زتا در فضای اعداد مختلط به این شکل تعریف کرد:
{\displaystyle \beta (s)=4^{-s}\left(\zeta \left(s,{1 \over 4}\right)-\zeta \left(s,{3 \over 4}\right)\right).}
تعریف دیگری که می‌توان از این تابع ارائه داد توسط تابع لِرش زتا است، که مانند تعریف پیشین برای تمام اعداد مختلط  {\displaystyle s} تعریف شده‌است:
{\displaystyle \beta (s)=2^{-s}\Phi \left(-1,s,{{1} \over {2}}\right),}
در نهایت این تابع را می‌توان به صورت یک سری نیز تعریف کرد، با کمک تابع پُلی‌گاما:
{\displaystyle \beta (s)={\frac {1}{2^{s}}}\sum _{n=0}^{\infty }{\frac {(-1)^{n}}{\left(n+{\frac {1}{2}}\right)^{s}}}={\frac {1}{(-2)^{2s}(s-1)!}}\left[\psi ^{(s-1)}\left({\frac {1}{4}}\right)-\psi ^{(s-1)}\left({\frac {3}{4}}\right)\right]}

## معادله تابعی
معادله تابعی تابع بتا را از سمت چپ صفحه اعداد مختلط ، {\displaystyle Re(s)<0} گسترش می‌دهد:
{\displaystyle \beta (1-s)=\left({\frac {\pi }{2}}\right)^{-s}\sin \left({\frac {\pi }{2}}s\right)\Gamma (s)\beta (s)}
در اینجا {\displaystyle \Gamma (s)} تابع گاما است.

## مقادیر ویژه
برخی از ویژه مقادیر تابع عبارتند از:
{\displaystyle \beta (0)={\frac {1}{2}},}
{\displaystyle \beta (1)\;=\;\arctan(1)\;=\;{\frac {\pi }{4}},}
{\displaystyle \beta (2)\;=\;G,}
در اینجا {\displaystyle G} عدد ثابت کاتالان است.
{\displaystyle \beta (3)\;=\;{\frac {\pi ^{3}}{32}},}
{\displaystyle \beta (4)\;=\;{\frac {1}{768}}\left(\psi _{3}\left({\frac {1}{4}}\right)-8\pi ^{4}\right),}
{\displaystyle \beta (5)\;=\;{\frac {5\pi ^{5}}{1536}},}
{\displaystyle \beta (7)\;=\;{\frac {61\pi ^{7}}{184320}},}
در اینجا {\displaystyle {\displaystyle \psi _{3}(1/4)}} نمونه ای از تابع پُلی‌گاما است. به‌طور کلی، برای هر عدد صحیح مثبت K معادله پایین همیشه برقرار است:
{\displaystyle \beta (2k+1)={{({-1})^{k}}{E_{2k}}{\pi ^{2k+1}} \over {4^{k+1}}(2k)!},}{\displaystyle \beta (2k+1)={{({-1})^{k}}{E_{2k}}{\pi ^{2k+1}} \over {4^{k+1}}(2k)!},}
در اینجا {\displaystyle E_{n}} اعداد اویلر است. برای عدد صحیح {\displaystyle k\geq 0}  تابع به شکل پایین تغییر می‌کند:
{\displaystyle \beta (-k)={{E{k}} \over {2}}.}
به این ترتیب، تابع برای تمام مقادیر صحیح منفی و مفرد صفر می‌شود.
برای هر عدد صحیح مثبت {\displaystyle k} معادله پایین صادق خواهد بود:
{\displaystyle \beta (2k)={\frac {1}{2(2k-1)!}}\sum _{m=0}^{\infty }\left(\left(\sum _{l=0}^{k-1}{\binom {2k-1}{2l}}{\frac {(-1)^{l}A_{2k-2l-1}}{2l+2m+1}}\right)-{\frac {(-1)^{k-1}}{2m+2k}}\right){\frac {A_{2m}}{(2m)!}}{\left({\frac {\pi }{2}}\right)}^{2m+2k},}
همچنین مالمستن در سال ۱۸۴۲ معادله پایین را اثبات کرد:
{\displaystyle \beta '(1)=\sum _{n=1}^{\infty }(-1)^{n+1}{\frac {\ln(2n+1)}{2n+1}}\,=\,{\frac {\pi }{4}}{\big (}\gamma -\ln \pi )+\pi \ln \Gamma \left({\frac {3}{4}}\right)}
| s   | approximate value β(s)      | OEIS    |
| --- | --------------------------- | ------- |
| ۱/۵ | ۰٫۵۷۳۷۱۰۸۴۷۱۸۵۹۴۶۶۴۹۳۵۷۲۶۶۵ | A261624 |
| ۱/۴ | ۰٫۵۹۰۷۲۳۰۵۶۴۴۲۴۹۴۷۳۱۸۶۵۹۵۹۱ | A261623 |
| ۱/۳ | ۰٫۶۱۷۸۵۵۰۸۸۸۴۸۸۵۲۰۶۶۰۷۲۵۳۸۹ | A261622 |
| ۱/۲ | ۰٫۶۶۷۶۹۱۴۵۷۱۸۹۶۰۹۱۷۶۶۵۸۶۹۰۹ | A195103 |
| ۱   | ۰٫۷۸۵۳۹۸۱۶۳۳۹۷۴۴۸۳۰۹۶۱۵۶۶۰۸ | A003881 |
| ۲   | ۰٫۹۱۵۹۶۵۵۹۴۱۷۷۲۱۹۰۱۵۰۵۴۶۰۳۵ | A006752 |
| ۳   | ۰٫۹۶۸۹۴۶۱۴۶۲۵۹۳۶۹۳۸۰۴۸۳۶۳۴۸ | A153071 |
| ۴   | ۰٫۹۸۸۹۴۴۵۵۱۷۴۱۱۰۵۳۳۶۱۰۸۴۲۲۶ | A175572 |
| ۵   | ۰٫۹۹۶۱۵۷۸۲۸۰۷۷۰۸۸۰۶۴۰۰۶۳۱۹۴ | A175571 |
| ۶   | ۰٫۹۹۸۶۸۵۲۲۲۲۱۸۴۳۸۱۳۵۴۴۱۶۰۰۸ | A175570 |
| ۷   | ۰٫۹۹۹۵۵۴۵۰۷۸۹۰۵۳۹۹۰۹۴۹۶۳۴۶۵ |         |
| ۸   | ۰٫۹۹۹۸۴۹۹۹۰۲۴۶۸۲۹۶۵۶۳۳۸۰۶۷۱ |         |
| ۹   | ۰٫۹۹۹۹۴۹۶۸۴۱۸۷۲۲۰۰۸۹۸۲۱۳۵۸۹ |         |
| ۱۰  | ۰٫۹۹۹۹۸۳۱۶۴۰۲۶۱۹۶۸۷۷۴۰۵۵۴۰۷ |         |